# Hiromi Ócuová
Hiromi Ócuová (japonsky 大津 広美, Ócu Hiromi; * 22. května 1984 Sarabecu) je bývalá japonská rychlobruslařka.
Na mezinárodní scéně debutovala v roce 2001 v závodech Světového poháru, v roce 2002 byla dvanáctá na Mistrovství světa juniorů. Roku 2004 poprvé startovala na světovém šampionátu na jednotlivých tratích, zúčastnila se Zimních olympijských her 2006 (1500 m – 33. místo, stíhací závod družstev – 4. místo). Na Mistrovství světa na jednotlivých tratích 2009 získala, jakožto členka japonského týmu, bronzovou medaili v závodě družstev. Poslední závody absolvovala na konci roku 2009.